# Louis Trolle Hjelmslev
Louis Trolle Hjelmslev (pronuncia danese [ˈjelʔmsleu̯]) (Copenaghen, 3 ottobre 1899 – Copenaghen, 30 maggio 1965) è stato un linguista e glottologo danese, rappresentante dello strutturalismo europeo.
Studiò linguistica comparata a Copenaghen, Praga e Parigi. Nel 1931 fondò il Circolo Linguistico di Copenaghen. Con il contributo di Hans Jørgen Uldall ha sviluppato una teoria strutturalista del linguaggio chiamata glossematica. Le sue teorie, figlie dell'eredità di Ferdinand de Saussure, hanno influenzato lo sviluppo successivo dello strutturalismo, della grammatica funzionale e della semiotica.
Si è occupato anche di filosofia del linguaggio.

## Biografia
Louis Trolle Hjelmslev nacque il 3 ottobre 1899 a Copenaghen, figlio del professor Johannes Hjelmslev e di Agnes Bohse. Sviluppò il proprio interesse verso le discipline linguistiche già nel 1913 dopo la lettura di un testo di Otto Jespersen intitolato Sprogets Logic. Frequentò il liceo Gl. Hellerup, conseguendo quindi il diploma nel 1917. In seguitosi iscrisse alla facoltà di linguistica comparativa indoeuropea presso Copenaghen, conseguendo la laurea nel 1923 con una tesi sulla fonetica lituana. Dal 1923 al 1924 studiò presso Praga e seguì i corsi sulla sintassi indoeuropea tenuti da Zubatý. L'anno successivo sposò Vibeke Mackeprang, figlia di Mouritz Mackeprang, direttore di un museo.
Nel biennio tra il 1926 e il 1927 Hjelmslev soggiornò a Parigi dove proseguì gli studi di linguistica generale e slava. Ripresi gli studi sulla fonetica lituana, frequentò il seminario di baltico del professor Gerullis presso Lipsia. Il 17 marzo del 1932 conseguì il dottorato discutendo la tesi Etudes Baltiques. Nel 1931 fondò il Circolo linguistico di Copenaghen con altri linguisti danesi. Nel 1937 ottenne la cattedra di Linguistica Comparata presso l'università di Copenaghen come immediato successore del suo professore Holger Pedersen.
In collaborazione con Hans Jørgen Uldall fu fondatore della scuola di glossematica. Nel 1956 divenne direttore dell'Istituto Universitario per la Linguistica e Fonetica da lui stesso fondato.
Louis Trolle Hjelmslev morì nella sua città natale dopo una lunga malattia all'età di sessantacinque anni, il 30 maggio del 1965.

## Le teorie
Hjelmslev raccoglie e sviluppa l’eredità di Ferdinand de Saussure, elaborando le sue teorie in ambito linguistico e semiotico. Queste sono contenute in particolare nelle sue opere più note: Principles de grammaire générale (1928), in italiano I principi di grammatica generale, e Omkring sprogteoriens grundlaeggelse (1943), in italiano in I fondamenti della teoria del linguaggio. Il lavoro di Hjelmslev rappresenta una costante evoluzione dell’epistemologia in ambito linguistico, ovvero il tentativo di dare alla disciplina il rigore tipico delle scienze esatte. Nella visione dell’autore il linguaggio deve essere analizzato da un punto di vista scientifico, escludendo la prospettiva extra-linguistica: ad esempio, hanno irrilevanza colui che parla e colui che ascolta. Nell’opera Résumé (1975) Hjelmslev si propone di realizzare sistematicamente la distinzione tra oggetti linguistici e non linguistici, seguendo un procedimento algoritmico. Secondo questa prospettiva, ogni testo scritto oppure orale è una classe di elementi da scomporre fino all’esaurimento delle sue parti minime, chiamate glossemi.
Hjelmslev definisce la sua teoria Glossematica. La sua posizione scientifica ricorda quella della grammatica generativa trasformazionale.

### La struttura del linguaggio
Hjelmslev considera il linguaggio come un sistema stratificato composto da due piani (biplanarità): il piano dell’espressione e il piano del contenuto. I rapporti tra questi due piani sono regolati dal segno, visto come una funzione matematica, chiamata significazione. Secondo Hjelmslev la significazione non si associa ai singoli elementi, ma ai rapporti che sussistono tra essi all'interno dei due piani. Nella sua teoria, espressione e contenuto sono piani arbitrari della lingua e sostituiscono nominalmente i concetti di significante e significato elaborati da Saussure. Ciascuna riflessione sul linguaggio non può prescindere dall’analisi congiunta dei due livelli di articolazione del testo; inoltre, in nessun caso uno dei due piani può prevalere sull’altro. Il piano del contenuto corrisponde al significato nella teoria di Saussure, e si riferisce all’elemento che viene espresso: ciò di cui si parla. Hjelmslev sceglie di non usare il termine significato perché lo ritiene ambiguo: di fatto, non è possibile stabilire se un significato sia tale in senso mentalistico e behaviouristico.
Il piano dell’espressione e il piano del contenuto sono poi articolati in tre elementi ciascuno: forma, materia e sostanza. Da questi ricaviamo: forma del contenuto, forma dell’espressione, materia del contenuto e materia dell’espressione e infine sostanza del contenuto e sostanza dell’espressione. Dalla proiezione della forma sulla materia ha origine la sostanza. La forma è definita come la conoscenza di un oggetto e non sono ammessi oggetti privi di forma. Secondo Hjelmslev se si comprende la vera natura di un oggetto è perché riconosciamo la forma di cui quell'oggetto è funzione. In chiave più estesa, la lingua nella sua totalità si può interpretare come forma. La materia è una massa estremamente variabile, e può assumere un numero ampio di configurazioni. Sul piano dell'espressione la materia si articola in grafia e oralità, elementi che consentono l'effettiva concretizzazione del fenomeno linguistico, mentre la forma è rappresentata dall’organizzazione del linguaggio. Nel piano del contenuto, la materia è l'insieme degli elementi che corrispondono alla realtà esterna e la forma è il modo in cui sono organizzate e classificate le esperienze. Metaforicamente, Hjelmslev descrive la relazione tra questi elementi paragonandola alla conformazione che la sabbia (massa indefinita) assume (divenendo una sostanza) con l'atto dell'applicazione di uno stampo su di essa.
Il piano del contenuto e il piano dell’espressione presentano la stessa struttura e articolazione e sono per questo definiti omologhi. Le relazioni tra i loro elementi si definiscono su due assi: asse del sistema e asse del processo. Questi due assi definiscono rapporti di presenza/assenza tra gli elementi della significazione.

#### La funzione segnica
Hjelmslev estende la nozione di segno a ciascuna manifestazione del linguaggio in cui si possa riconoscere una relazione tra gli elementi dei due piani (dell'espressione e del contenuto) all’interno di un contesto.
La relazione è data dal rapporto tra gli elementi dei due piani, chiamati da Hjelmslev elementi funtivi: nella glossematica la parola funtivo indica ogni termine della funzione posto in un rapporto di significazione. Secondo Hjelmslev una funzione segnica si origina da due sostanze: la sostanza del contenuto, che è la manifestazione fisica e concettuale di un segno, e la sostanza dell’espressione, che rappresenta il modo in cui il segno viene concretizzato D’altra parte, la significazione avviene anche a livello della forma, per il contenuto e per l’espressione. I due piani della funzione si presuppongono in modo reciproco e non sono scindibili. È importante ricordare che i funtivi non hanno una corrispondenza a priori: non esiste una corrispondenza tra essi che sia precedente al rapporto instaurato dalla funzione segnica.

## Opere
- (FR)  Principes de grammaire générale, Copenaghen, Høst, 1928.
  - Principi di grammatica generale, a cura di Romeo Galassi e Massimiliano Picciarelli, presentazione di Tullio De Mauro, Bari, Levante, 1998, ISBN 88-7949-168-7.
- (FR)  Études baltiques, Copenaghen, Levin & Munksgaard, 1932.
- (EN)  An outline of glossematics, Copenaghen, Levin og Munksgaard, 1936.
- (FR)  Mélanges linguistiques offerts à M. Holger Pedersen à l'occasion de son soixante-dixième anniversaire 7 avril 1937, Århus, Universitetsforl, 1937.
- (DA)  Omkring sprogteoriens grundlaeggelse, 1943; Copenaghen, Akademisk forlag, 1976.
  - (EN)  Prolegomena to a theory of language, Madison, University of Wisconsin, 1969.
  - (DE)  Prolegomena zu einer Sprachtheorie, Monaco di Baviera, Hueber, 1974.
  - I fondamenti della teoria del linguaggio, introduzione di Giulio C. Lepschy, Torino, Einaudi, 1968; 19802, ISBN 88-06-59848-1.
- (FR)  Sur l'indépendance de l'épithète, Copenaghen, Munksgaard, 1956.
- (DA)  Sproget. En introduktion, Copenaghen, Berlingske, 1963.
  - (DE)  Die Sprache: eine Einführung, Darmstadt, Wissenschaftliche Buchgesellschaft, 1968.
  - (FR)  Le Langage : Une introduction augmenté de Degrés linguistiques, traduzione francese di Michel Olsen e Gabriel Conseil, prefazione di Algirdas Julien Greimas, Paris, Minuit 1966.
  - Il linguaggio, a cura di Giulio C. Lepschy, traduzione Anna Benedetti Woolf, Torino, Einaudi, 1970 ISBN 88-06-29751-1.
- (FR) La catégorie des cas: étude de grammaire générale, Monaco di Baviera, Fink, 1972 (prima edizione in due volumi 1935-1937).
  - La categoria dei casi: studio di grammatica generale. Parte prima, a cura di Romeo Galassi, Lecce, Argo, 1999, ISBN 88-8234-006-6.
- (FR)  Essais linguistiques, Copenaghen, Nordisk Sprog, 1959.
  - (DE)  Aufsätze zur Sprachwissenschaft, Stoccarda, Klett, 1974 ISBN 3-12-923550-7.
  - Saggi di linguistica generale, a cura di Massimo Prampolini, introduzione di Tullio De Mauro, Parma, Pratiche, 1981, ISBN 88-7380-027-0.
  - Saggi linguistici, 2 voll., Milano  Unicopli, 1988, ISBN 88-400-0231-6 ISBN 88-400-0106-9.
- (EN)  Résumé of a theory of language, Copenaghen, Nordisk Sprog- og Kulturvorl, 1975.
  - Résumé: teoria del linguaggio, a cura di Romeo Galassi e Cristina Zorzella, Vicenza, Terra ferma, 2009, ISBN 978-88-89846-83-4.